# Edith Elsholtz
Edith Elsholtz (19 de noviembre de 1930 – 2004) fue una actriz alemana.

## Biografía
Nacida en Magdeburgo, Alemania, sus padres eran los actores y guionistas Peter Elsholtz (1907–1977) y Karin Vielmetter (1907-?). Era hermana de Arne Elsholtz (1944–2016), también actor de voz.
Edith Elsholtz inició su carrera escénica en 1950 en Osnabrück, trasladándose después a escenarios de Berlín. A partir de 1956 actuó también en producciones cinematográficas y televisivas. Su primera película fue Max und Moritz (1956). De su trabajo televisivo destaca su papel de Tía Alice en la serie Typisch Tantchen.
Fue también actriz de voz. En dicha faceta dobló a varias actrices, entre ellas a Connie Stevens en Rock-A-Bye Baby (1958) y Parrish (1961). Como actriz de voz trabajó en producciones radiofónicas como Benjamin Blümchen y Bibi Blocksberg.
Edith Elsholtz formó parte del conjunto del cabaret Die Stachelschweine desde los años 1960. Con el papel cómico de Frau Böllermann, formó pareja artística con el actor de cabaret Thierry, actuando en los programas de radio Lupfhügels Gespräche, Glossen und Geschichten y Wir machen Musik.
Además, fue cantante en los álbumes de Günter Neumann „Schwarzer Jahrmarkt“ (Phonogram, 1975) y Zille sein Berlin  (Deutsche Austrophon, 1996).
Edith Elsholtz falleció en el año 2004

## Filmografía (selección)
- 1956 : Max und Moritz
- 1961 : Die italienische Reise von Johann Wolfgang von Goethe (telefilm)
- 1962 : Das Leben beginnt um acht
- 1962 : Bilder und Begebenheiten aus dem Leben des Genossen Satrapo-wicht (telefilm)
- 1963 : Vertragen ungenügend (telefilm)
- 1966 : Hokuspokus oder: Wie lasse ich meinen Mann verschwinden…?
- 1966 : Wie lernt man reisen? (telefilm)
- 1966 : Der nächste Urlaub kommt bestimmt (telefilm)
- 1967 : Rheinsberg
- 1972 : Typisch Tantchen (miniserie TV)
- 1973 : Drüben bei Lehmanns (serie TV), episodio Der neue Kiosk
- 1974 : Die lieben Haustiere (serie TV)
- 1978 : Der Pfingstausflug
- 1980 : Mein Gott, Willi! (telefilm)
- 1982 : Jakob und Adele (serie TV)
- 1983 : Die Beine des Elefanten (telefilm)
- 1984 : Drei Damen vom Grill (serie TV, 2 episodios)

## Actriz de voz
Como actriz de  voz, Edith Elsholtz dobló en diferentes películas a las actrices Connie Stevens, Barbara Loden, Melanie Mayron, Sharon Gans, Pamela Curran y Arielle Dombasle.

## Radio (selección)
- 1956 : Carlo Goldoni: Mirandolina, dirección de Oscar Fritz Schuh (Rundfunk im amerikanischen Sektor Berlín)
- 1959 : Peter Groma: Unerledigte Spuren, dirección de Hans Drechsel (Sender Freies Berlin)
- 1961 : Robert T. Odeman: Alles wegen Kaiser Hadrian, dirección de Hans Drechsel (SFB)
- 1962 : Margret Miller: Die Schildkröte Maurocordatus, dirección de Lothar Kompatzki (SFB)
- 1964 : Erdmann Graeser: Die Koblanks, Damals war’s – Geschichten aus dem alten Berlin, dirección de Ivo Veit (Rundfunk im amerikanischen Sektor Berlín)
- 1972 : Egon Polling: Hansemann & Söhne, Damals war's – Geschichten aus dem alten Berlin, dirección de Ivo Veit (Rundfunk im amerikanischen Sektor Berlín)
- 1975 : Erich Jakob: Bruno Brieses Bräute. Damals war's – Geschichten aus dem alten Berlin, dirección de Ivo Veit (Rundfunk im amerikanischen Sektor Berlín)
- 1975 : Erich Jakob: Die Kuckuckseier. Damals war's – Geschichten aus dem alten Berlin, dirección de Regie: Ivo Veit (Rundfunk im amerikanischen Sektor Berlín)
- 1976 : Georg Hermann: Kubinke, dirección de Siegfried Niemann (SFB)
- 1977 : Oswald Mendel: Der herrschaftliche Ferdinand. Damals war’s – Geschichten aus dem alten Berlin, dirección de Ivo Veit (Rundfunk im amerikanischen Sektor Berlín)